# 钟文靖
钟文靖（1990年9月25日—），中国湖北省武汉市人，围棋职业五段棋手。他2001年入段，2017年5月升为六段。他进入2010年第23届中国围棋名人战四强，获2011年第10届中國招商銀行杯冠军，进入第3届BC信用卡盃世界圍棋公開賽本赛八强，获第二届全国智力运动会大学生个人围棋赛银牌。